# Europäische Union der Unabhängigen Gewerkschaften
Die Europäische Union der Unabhängigen Gewerkschaften (Confédération Européene des Syndicats Indépendants, CESI) mit Sitz in Brüssel ist ein Zusammenschluss von unabhängigen europäischen Gewerkschaften. Die CESI setzt sich für Gewerkschaftspluralismus auf europäischer Ebene ein und repräsentiert etwa 5 Mio. Arbeitnehmer.

## Deutschland
- Christlicher Gewerkschaftsbund Deutschlands (CGB)
- dbb beamtenbund und tarifunion
- Bundesverband der Lebensmittelchemiker/-innen im öffentlichen Dienst
- Deutscher Bundeswehrverband

## Italien
- CONF.S.A.L. Confederazione Generale dei Sindacati Autonomi dei Lavoratori
- CONF.I.L.L. Confederazione Italiana Lavoratori Liberi
- CISAL       Confederazione Italiana Sindacati Autonomi Lavoratori
- CISAS 	Confederazione Italiana Sindacati Addetti ai Servizi
- USPPI 	Unione Sindicati Professionisti Pubblico-Privato Impiego

## Portugal
- ANP 	Associação Nacional de Professores

## Spanien
- ANPE 		ANPE Sindicato Independiente
- CSI-CSIF 	Central Sindical Independiente y de Funcionarios 	Spanien
- FASGA 	Federación de Asociaciones Sindicales 	Spanien

## Schweiz
- VKB 	Vereinigung der Kader des Bundes
- ZV 	Zentralverband Staats- und Gemeindepersonal Schweiz

## Europäische Dachverbände
- ALE  	Autonome Lokführergewerkschaften Europas
- FFPE 	Fédération de la Fonction Publique Européenne
- EUROFEDOP European Federation of Public Service Employees

## Sonstige Länder
- CGFP 	Confédération Générale de la Fonction Publique 	Luxemburg
- CSEN 	Confédération syndicale de l’éducation nationale 	Frankreich
- CSN MERIDIAN 	Confederatia Sindicala Nationala MERIDIAN 	Rumänien
- FF 	Frie Funktionærer 	Dänemark
- FGAF   Fédération Générale de Autonomes de Functionnaires Frankreich
- FGFC 	Fédération Générale de la Fonction Communale 	Luxemburg
- LAADA 	Latvijas Arstniecibas un aprupes darbinieku arodsavienbia 	Lettland
- LMTUC 	Lithuanian Municipal Trade Unions Community  	Litauen
- LVP-UFDA 	Latvijas Valsts Iestazu, pasvaldibu, Uznemumu un Finansu Darbinieku Arodbiedriba 	Lettland
- MKKSZ 	Magyar Köztisztviselõk és Közalkalmazottak Szakszervezete 	Ungarn
- NCF Nederlandse Categoriale vakvereniging Financiën Niederlande
- NSD MUP-a 	Nezavisni sindikat djelatnika MUP-a 	Kroatien
- Promyana 	Promyana 	Bulgarien
- TVML           Tullivirkamiesliitto ry Finnland
- UFCFP-CGC 	Union Fédérale des Cadres des Fonctions Publiques-CGC 	Frankreich
- UNSP-NUOD 	Union Nationale des Services Publics 	Belgien
- WZZ-SO 	WZZ-Solidarność Oświata      Polen